# Й
Й (gemen: й) är en bokstav i det kyrilliska alfabetet. Med skrivstil och kursiv tryckstil har bokstaven utseendet й, liknande ett latinskt u (speciellt gemenen). På ryska heter den "И краткое" (I kratkoje) vilket betyder "kort i". Den uttalas normalt som  j. 
Vid svensk transkribering av ryska används J och j och i IPA används [j].
Vid translitteration till latinska bokstäver enligt ALA-LC och BS 2979:1958 används Ĭ och ĭ (I och i med brevis) och enligt ISO 9 motsvaras bokstaven av Î och î (I och i med cirkumflex).

## Teckenkoder i datorsammanhang
| Teckenkoder        | Versal: Й                       | Gemen: й                      |
| ------------------ | ------------------------------- | ----------------------------- |
| Namn (Unicode)     | CYRILLIC CAPITAL LETTER SHORT I | CYRILLIC SMALL LETTER SHORT I |
| Kodpunkt (Unicode) | U+0419                          | U+0439                        |
| HTML               | &#1049;                         | &#1081;                       |